# Prado (Montevideo)
El Prado es uno de los 62 barrios oficialmente reconocidos de Montevideo (Uruguay). Es una zona residencial que tiene como centro geográfico al parque homónimo, y está delimitada por Avenida Millán al este, Bulevar Artigas al sur, la calle Manuel Correa al oeste y por Cno. Castro en continuación por Dr. Carlos María de Pena al norte. 
Dividido entre los Municipios A y C, en el barrio se pueden apreciar grandes casonas antiguas y mansiones que datan del siglo XIX e inicios del siglo XX, y que combinan diferentes estilos arquitectónicos.Entre ellas se incluye la Residencia de Suárez y Reyes, residencia oficial del Presidente de la República.

## Historia
A inicios del siglo XIX, el área en la que actualmente se emplaza el barrio se encontraba por fuera de la ciudad amurallada de Montevideo, y era una zona fértil en la que se habían fraccionado tierras a orillas del Arroyo Miguelete para la agricultura.En la segunda mitad de ese siglo, las quintas que habían sido creadas para la producción comenzaron a transformarse en pequeñas casas con jardines, que en el marco de la Guerra Grande fueron utilizadas por las familias del bando sitiador.

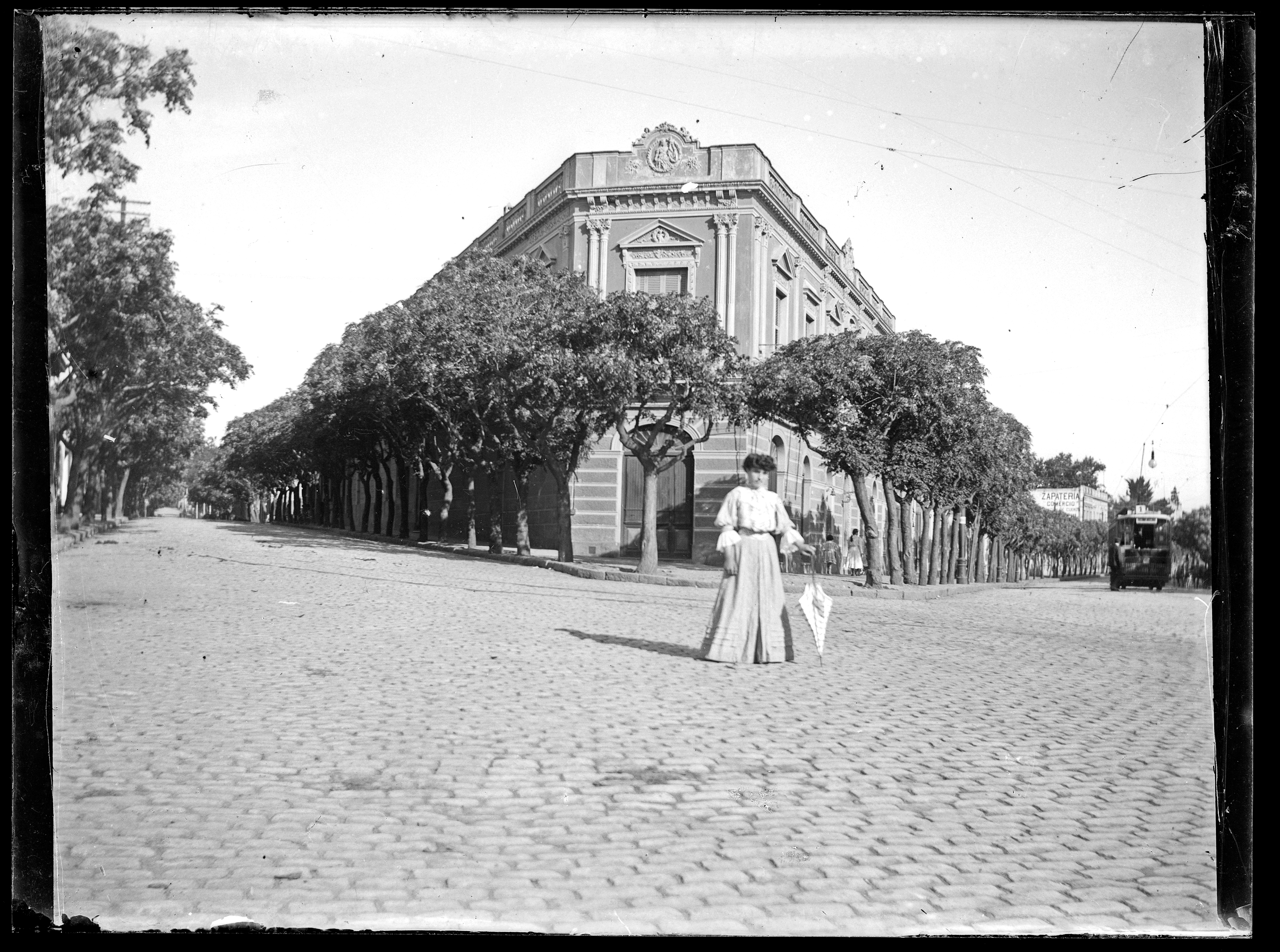
Esquina de la Avenida Agraciada y la calle Lucas Obes en 1918.

Después de la finalización del conflicto en 1851, la zona se convirtió en sitio de veraneo de la clase alta uruguaya, por lo que se comenzaron a edificar las primeras casas quintas de descanso.En este sentido, destaca la contribución del empresario de origen francés José de Buschental, quien levantó la "Quinta del Buen Retiro" (donde actualmente se emplaza Liceo Militar General Artigas) en la década de 1860, donde construyó su chalet y parque personal, así como instaló el primer molino a vapor del país.
A partir de la década de 1890, el barrio, alejado de la zona más céntrica de la ciudad, se convirtió en el lugar de residencia permanente de la clase alta, por lo que las edificaciones comenzaron a ser más elaboradas, siendo grandes casonas o fastuosos palacetes de varias plantas, y jardines.Se construyeron amplias avenidas arboladas, y espacios verdes de esparcimiento.

En 1893 la "Quinta del Buen Retiro" fue adquirida por el Estado para ser destinado a un parque público, el primero en la ciudad, que fue llamado «Paseo del Prado».Con el tiempo, el parque se amplió, absorbiendo quintas vecinas.El desarrollo de líneas de tranvía conectó la zona con el resto de Montevideo.En 1913 se inauguró la Rural del Prado, predio y sede de la Asociación Rural del Uruguay, donde se desarrolla anualmente la Expo Prado y la jineteada gaucha en el marco de la Semana Criolla.

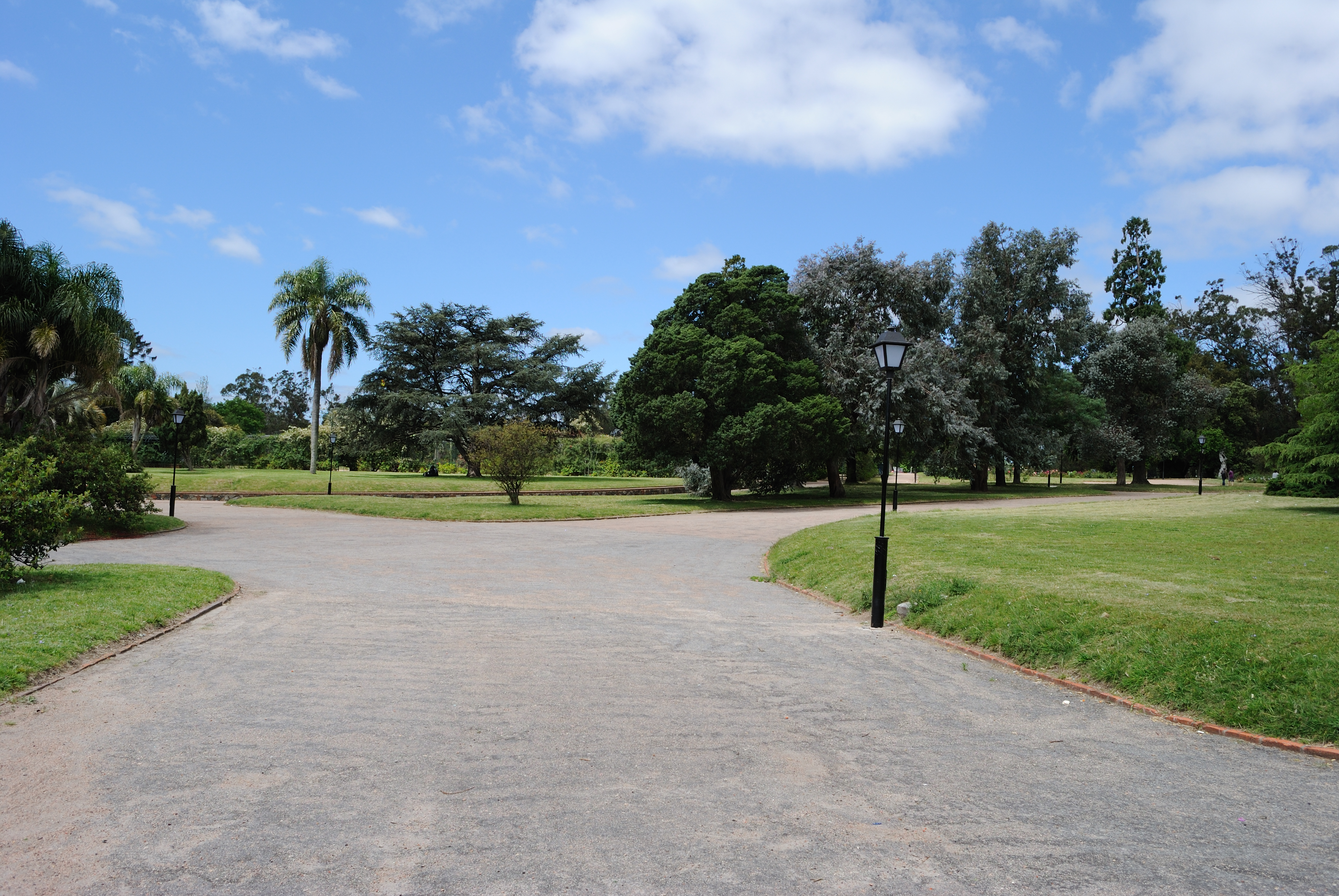
Parque Prado

## Principales calles y avenidas de la Zona
- Av. Atilio Pelossi
- Av. Joaquín Suárez
- 19 de Abril
- Av. Dr. Juan Carlos Blanco
- Av. Buschental
- Lucas Obes
- Av. Agraciada
- Cno. Castro
- Av. Dr. Carlos Mª de Pena
- Av. Millán
- Av. Luis Alberto de Herrera (desde Av. Millán hasta Arroyo Miguelete)

## Sitios de interés
En el Prado también pueden encontrarse las viviendas de varias personalidades de la historia cultural y política de Uruguay, entre las que se encuentran las que fueron residencia de Carlos Vaz Ferreira, Donato Racciatti, Lauro Ayestarán, Sergio Curto y Felisberto Hernández, entre otros.

### Museos

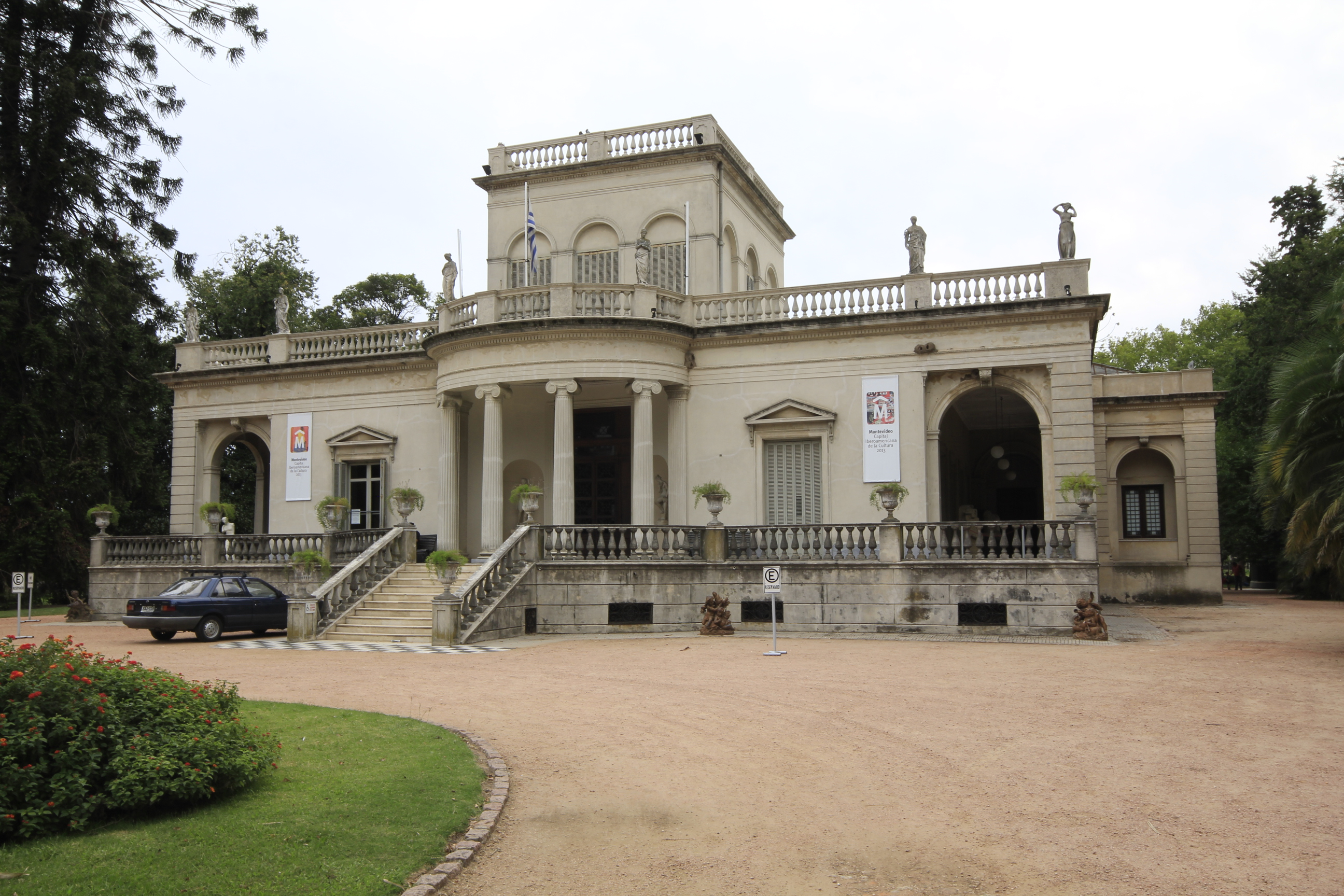
Quinta de Raffo, actual Museo Juan Manuel Blanes.

#### Museo Blanes
Conserva y exhibe obras de arte nacional, latinoamericano y europeo desde el siglo XV al siglo XX. Destacan las colecciones exposiciones permanentes de obras de pintores como Juan Manuel Blanes y Pedro Figari.Fundado en 1930 e integrante del sistema de museos de la Intendencia Departamental de Montevideo, se encuentra albergado en un edificio de estilo ecléctico-historicista proyectado en 1870 por Juan Bautista Raffo, su primer propietario, con inspiración e las villas italianas del palladianismo.

#### Museo Nacional de Antropología

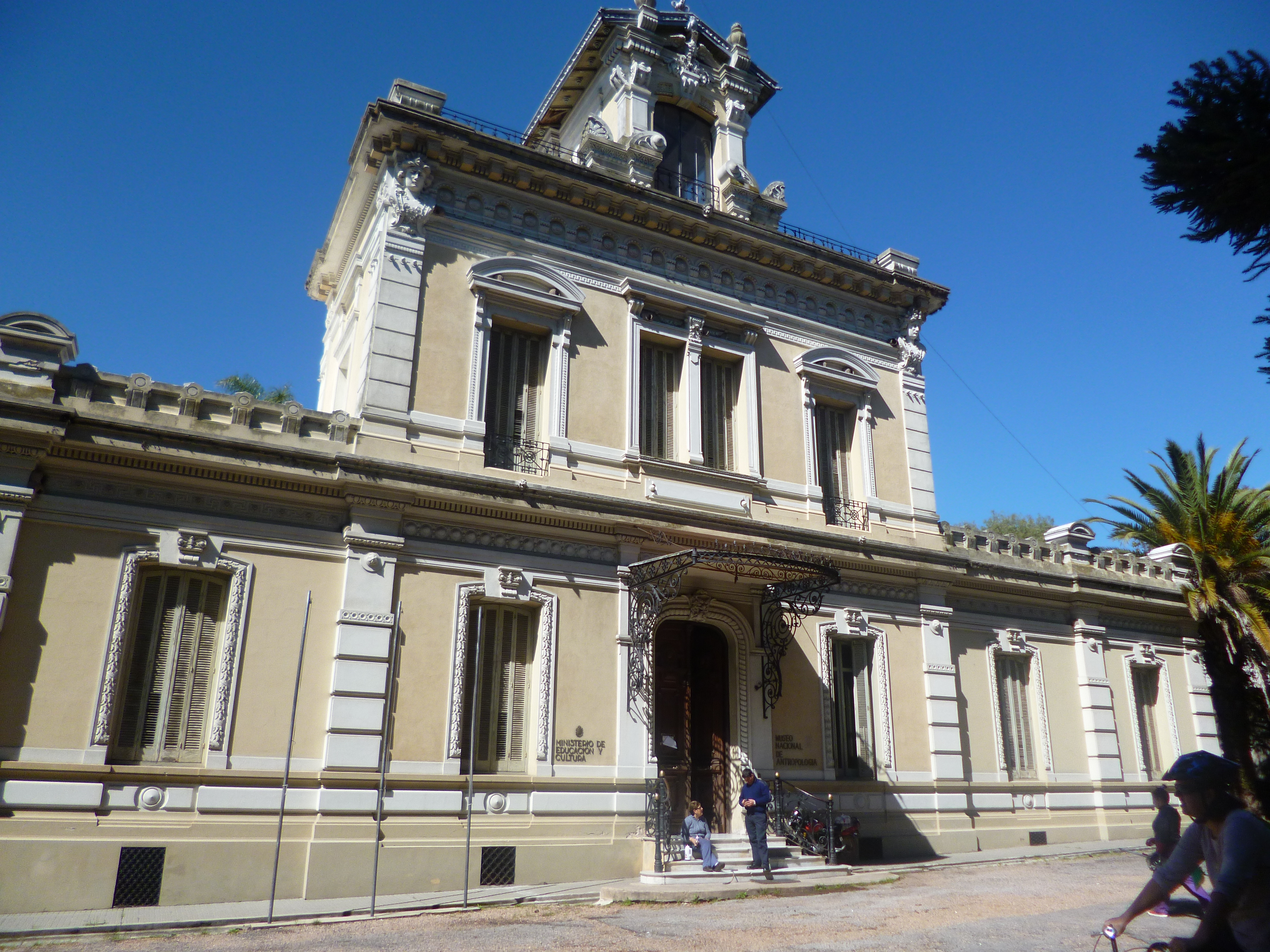
Museo Nacional de Antropología

Exhibe las colecciones arqueológicas, paleontológicas y geológicas donadas en 1976 al Estado uruguayo por el Prof. Francisco Oliveras, docente del Instituto Normal de Señoritas María Stagnero de Munar, en el cual formaba parte de la cátedra Estudio Directo de la Naturaleza.Las mismas incluyen material arqueológico recuperado en las investigaciones realizadas en la Represa de Salto Grande por una misión de la UNESCO, e investigaciones de la Facultad de Humanidades y Ciencias de la Educación.Se encuentra albergado en la antigua casa quinta perteneciente a la familia Mendilaharsu; la fachada principal del actual museo fue construida en 1890 en inspiración del eclecticismo franco-italiano.

### Parques y plazas

#### Parque del Prado
El Parque del Prado fue en sus comienzos la quinta del Buen Retiro de José de Buschental quien se encargó de construir un hermoso paisaje con árboles, flores y distintas especies forestales traídas de diversos países. El parque es atravesado por el Arroyo Miguelete, acompañado por el monumento a los últimos Charrúas, la Rosaleda, el Hotel del Prado y los pabellones de la Asociación Rural.

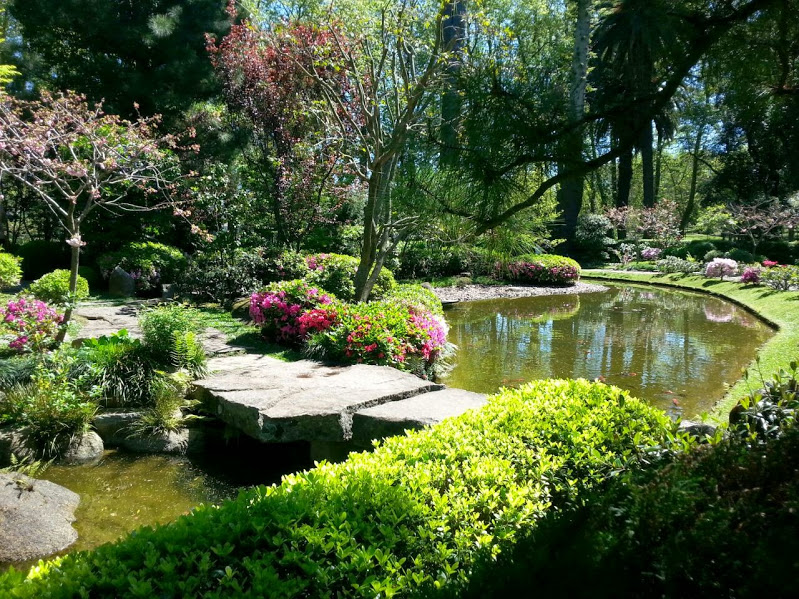
Jardín Japonés

#### Jardín Japonés
Se encuentra en las áreas exteriores del Museo Juan Manuel Blanes. Con una superficie de 3.000 metros cuadrados, fue donado por Japón, en celebración del 80° aniversario de sus relaciones diplomáticas con Uruguay e inaugurado el 24 de septiembre de 2001.

#### Rosaleda Juana de Ibarbourou

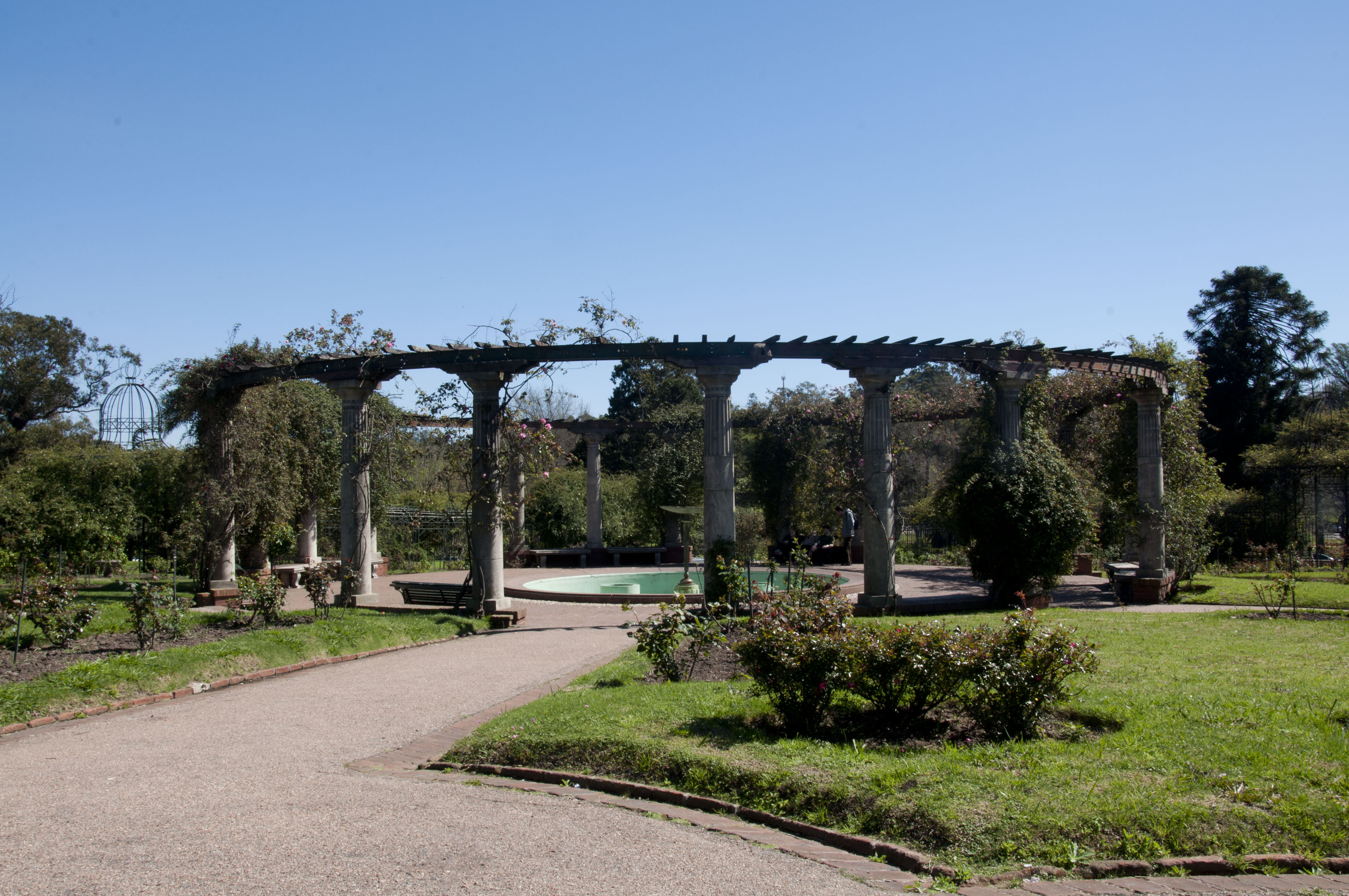
El rosedal

Es un monumento único, constituido por cuatro pérgolas de 60 metros de longitud, coronadas por ocho cúpulas estilo art nouveau, en las cuales crecen 300 variedades de rosas antiguas y modernas. Fue ideada por el paisajista francés Charles Racine hacia el año 1912.

#### Parque Capurro
Tras el paso de los primeros años del siglo XX, el barrio Prado, también conocido por barrio Atahualpa, comienza a ser partícipe de la construcción de las más diversas construcciones arquitectónicas, entre estas se construye, en manos de la Sociedad Tranviaria La Transatlántica, las llamadas “casas de baños” predestinadas a dependencia de vestuario de los veraneantes. El balneario va adquiriendo importancia, constituyéndose en centro social de las clases acomodadas montevideanas. La sociedad Tranviaria decide entonces construir el Parque Capurro –un conjunto edilicio integrado por terrazas, canchas de tenis, pistas de patinaje y baile– tomando como referencia los grandes centros balnearios europeos.

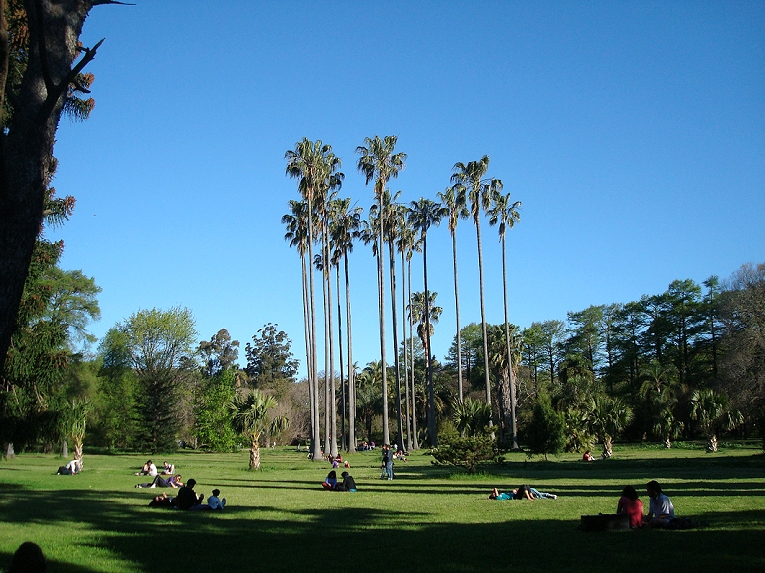
Jardín Botánico

#### Jardín Botánico
Fundado en 1902 bajo el diseño del paisajista francés Carlos Racine, actualmente consta de tres áreas: un parque temático, que comprende actividades de esparcimiento; un centro de divulgación de conocimientos relacionados con la botánica y ciencias afines; y un centro de investigación.

### Templos

#### Iglesia Virgen del Carmen y Santa Teresita

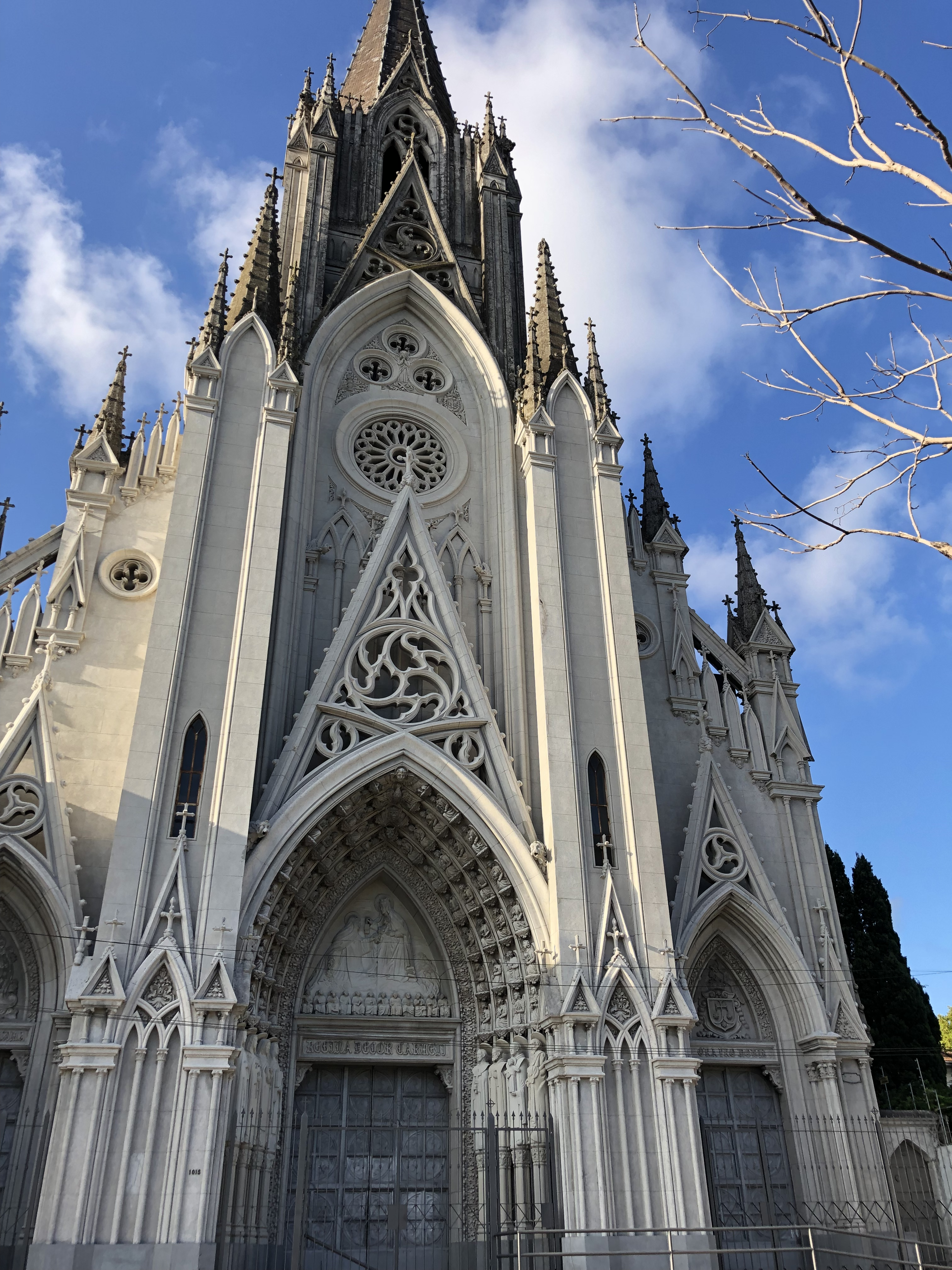
Iglesia de Los Carmelitas

Esta edificación religiosa católica de estilo neogótico comenzó a construirse en 1929 y fue inaugurada en 1954, sin embargo, la existencia de un templo dedicado a Nuestra Señora de Monte Carmelo y Santa Teresita de Lisieux se remonta a los primeros años del siglo XX.Conocida comúnmente como «Los Carmelitas», cuenta con vitrales originarios de Alemania, y presenta una decoración, incluidos dos confesionarios, de la década de 1950. Es una iglesia popular para celebrar casamientos.

#### Parroquia de San Carlos Borromeo y Nuestra Señora de la Asunción
De estilo moderna, este templo de rito católico fue inaugurado en 1956. El proyecto estuvo a cargo de Juan Pablo Terra, mientras que el cálculo estructural fue realizado por Eladio Dieste. Construida en homrigón armado con formas parabólicas, la iglesia consta de una nave principal y dos brazos laterales, con una bóveda de gran altura, que posee elementos artísticos.

#### Iglesia de San Nicolás

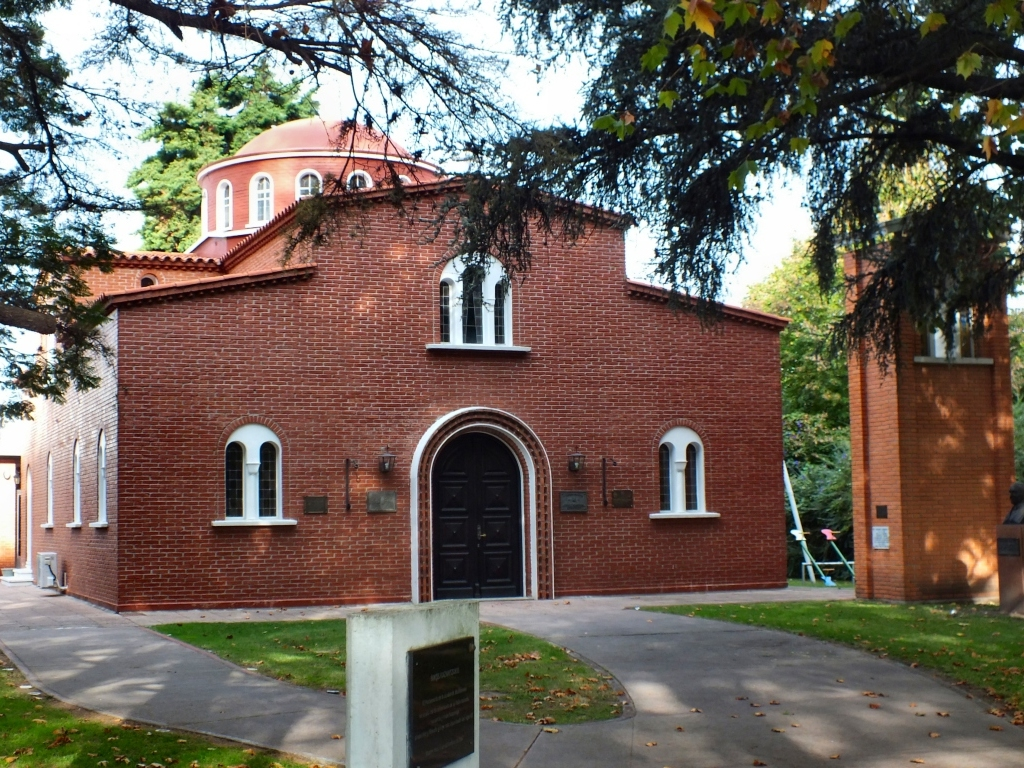
Iglesia de San Nicolás

De culto ortodoxo griego, fue inaugurada en 1952 por iniciativa de la Colectividad Helénica del Uruguay, de la cual también es sede.De estilo neobizantino fue construida en ladrillo, en ella se realizan servicios religiosos en castellano, aunque incluye aporte en otras lenguas, como el griego y el eslavo eclesiástico.

### Otros lugares de interés

#### Residencia de Suárez y Reyes

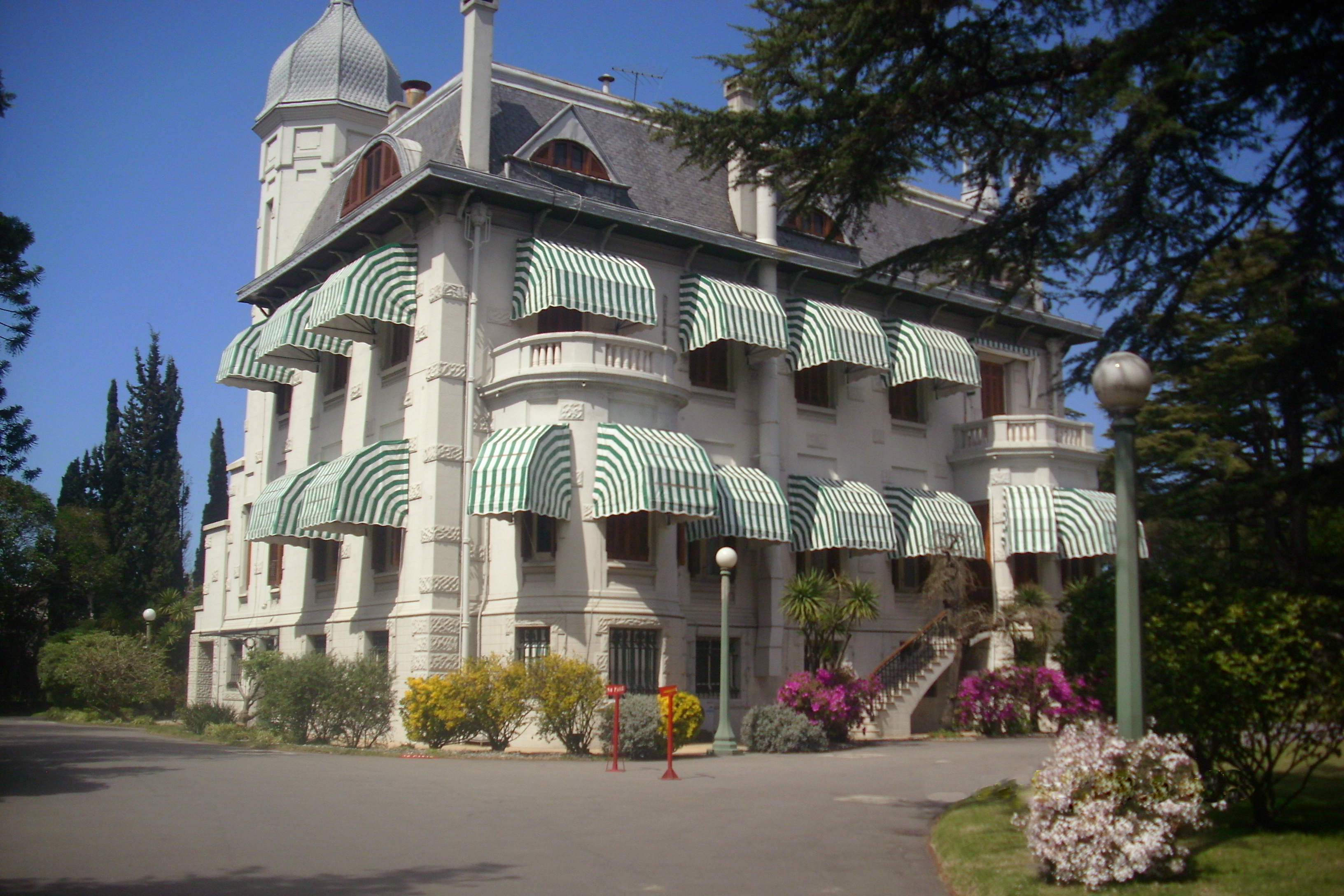
Residencia de Suárez y Reyes

Construida en 1908 por el arquitecto Juan María Aubriot, cuenta con reformas realizadas por los arquitectos Juan Scasso y Karl Trambauer. En un inicios funcionó como residencia de verano de una familia adinerada, pero fue vendida varias veces y tuvo numerosos propietarios, hasta que fue aduirida por la Intendencia Departamental de Montevideo. En 1947 fue escogida por la presidencia de la República como residencia del entonces presidente Luis Batlle Berres y su familia, ya que por entonces se solían alquilar casonas para alojar a la familia presidencial.  A partir de ese momento, el predio de Suárez y Reyes se ha amplificado, y actualmente cuenta con un amplio jardín con rosaleda y estanque, piscina, barbacoa y cancha deportiva que, funciona a su vez como helipuerto. Ha servido para alojar a la mayoría de los presidentes del país, salvo algunas excepciones.

#### Hotel del Prado

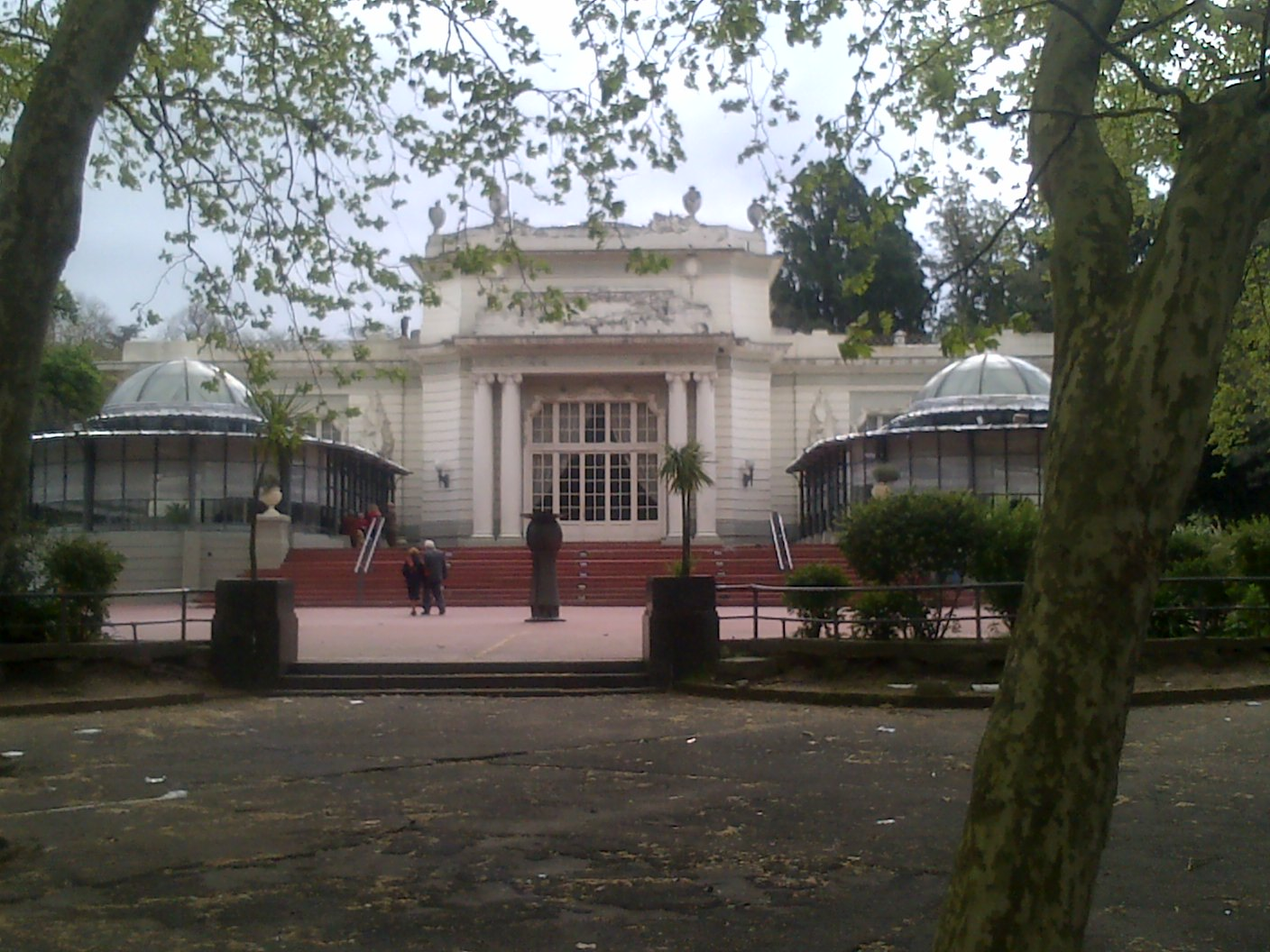
Entrada principal al Hotel del Prado

Inaugurado el 15 de septiembre de 1912, su arquitectura y elegancia hacen un sitio encantador rodeado de jardines que embellecen este espacio. El Hotel del Prado en sus comienzos recibía a la aristocracia quienes disfrutaban del salón de te, casino y de fiestas que se brindaban; si bien nunca sirvió como alojamiento, recibe su nombre por estar construido sobre los cimientos de un antiguo hospedaje. Entre sus visitantes ilustres destacan el príncipe Eduardo de Gales, quien posteriormente sería el rey Eduardo VIII del Reino Unido. En 1998 fue reabierto como restaurante y centro de fiestas y eventos sociales.

#### Quinta y Castillo Soneira

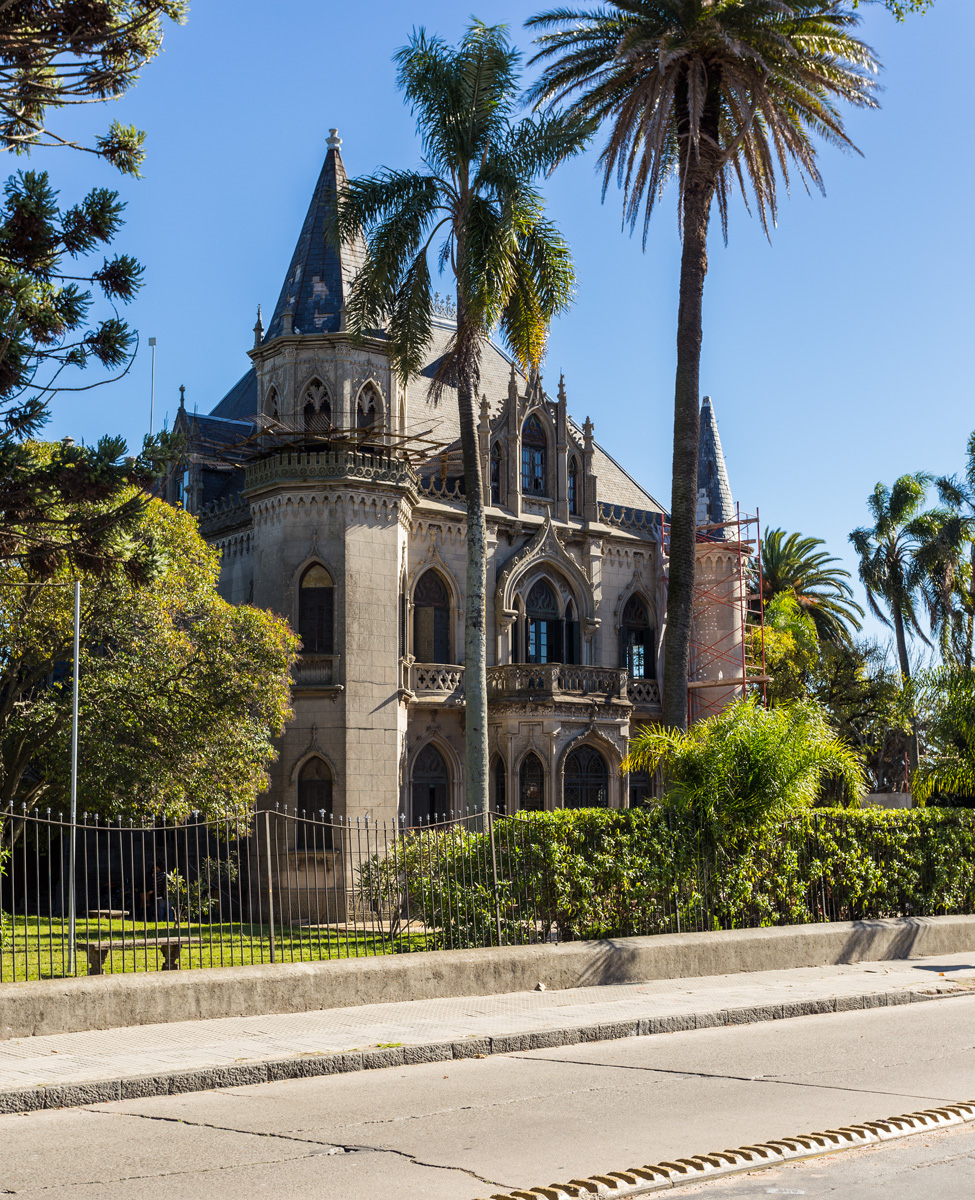
Castillo Soneira

De estilo neogótico, fue construido en la década de 1860 sobre un terreno de dos manzanas de superficie por el arquitecto francés Víctor Rabú, solicitado por Dorotea Villademoros, quien estaba casada con Francisco Antonio Soneira y Aguiar, de origen gallego. Entre 1912 y 1914, el arquitecto Camille Gardelle reformó el interior del castillo con materiales europeos y en su exterior se edificó: una cancha de tenis, piscina y caballeriza. En 1999 fue declarado Monumento Histórico Nacional por Comisión de Patrimonio Cultural de la Nación del Ministerio de Educación y Cultura, a través de la Resolución N.º 523/999.
En 2009 fue adquirido por el Colegio San Pablo –de afiliación religiosa luterana–, a fin de albergar los cursos preuniversitarios.Está emplazado sobre la avenida Joaquín Suárez.

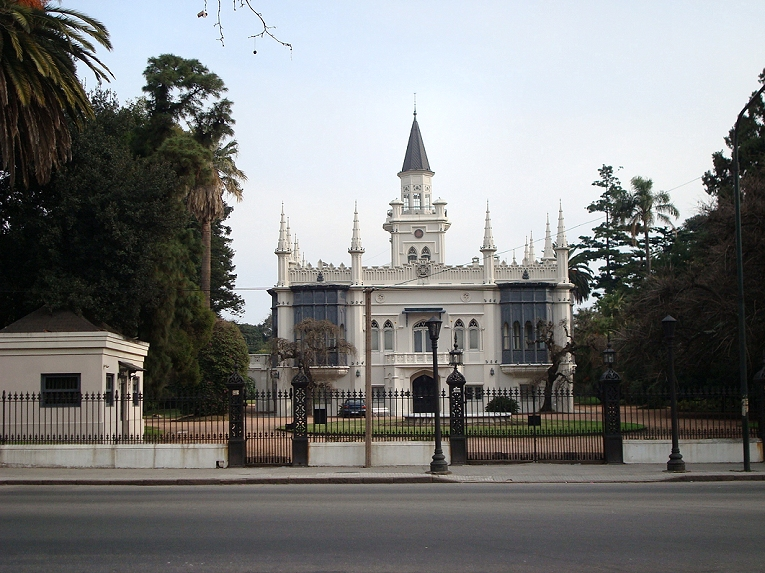
Casa Quinta Aurelio Berro

### Estadios de fútbol

#### Parque José Nasazzi
Pertenece al Club Atlético Bella Vista. Se encuentra Avenida Lucas Obes esquina Avenida León Ribiero. La entrada local es por la Avenida Lucas Obes, siendo esta la entrada principal, mientras que la visitante por Avenida León Ribiero. Cuenta con capacidad para 5.002 espectadores sentados. Fue rebautizado en múltiples ocasiones, pasando por los nombres “Parque Olivos” y “Parque Bella Vista”. La denominación actual refiere al “Mariscal” José Nasazzi.

#### Estadio Parque Federico Saroldi
Es propiedad del Club Atlético River Plate. Ubicado en la Avenida 19 de Abril entre Atilio Pelossi y Lucas Obes, poca distancia lo separa de los otros dos estadios de fútbol que existen hoy en el barrio. Su capacidad es de 5.165 personas. Fue conocido como “Olimpia Park” hasta 1932 cuando se le rindió honores a Federico Saroldi, arquero "darsenero" fallecido en el campo de juego, en junio de 1932.

#### El Parque Alfredo Víctor Viera
Es el estadio de Montevideo Wanderers. Localizado en Avenida Buschental entre Atilio Pelosi y Lucas Obes, cuenta actualmente con una capacidad para 10 000 espectadores. Igualmente no resulta adecuado para recibir campeonatos internacionales.

### Clubes sociales y deportivos
- Asociación Nativista El Pericón
- Albatros
- Círculo de Tenis de Montevideo
- Club Atlético Stockolmo.